# Ringdrager
In de fictieve wereld Midden-aarde van Tolkien is de term Ringdrager (Engels: Ring-bearer) weggelegd voor de personages in het verhaal die de Ene Ring hebben vastgehouden.
Degenen die in contact zijn geweest met de Ring, blijven steeds naar de Ring verlangen. Soms zijn ze bereid alles te doen om de Ring terug te krijgen. Gandalf realiseerde zich dat en weigerde daarom de Ring aan te raken. 
De Ringdragers zijn:
| Drager           | Periode              | Opmerkingen |
| ---------------- | -------------------- | --- |
| Sauron           | ~1600 II - 0 III     | Oorspronkelijke maker. |
| Isildur          | 0 III - 2 III        | Veroverde de Ring op Sauron en verloor hem in de rivier.                                                                                          |
| Déagol           | ~2463 III            | Vond de Ring in de rivier. |
| Sméagol (Gollem) | ~2463 III - 2941 III | Doodde Déagol om de Ring te bemachtigen en bezat de ring vervolgens 478 jaar.                                                                     |
| Bilbo Balings    | 2941 III - 3001 III  | Vond de Ring in de grot van Sméagol en stond hem na 60 jaar vrijwillig, doch op aandringen van Gandalf af aan Frodo.                              |
| Frodo Balings    | 3001 III             | Erfde de Ring van Bilbo en besluit uit eigen wil de ring terug te brengen naar de Doemberg om hem te vernietigen.                                 |
| Tom Bombadil     | 3019 III             | Droeg de Ring enkele momenten en bleek bestand te zijn tegen de magische krachten van de Ring.                                                    |
| Sam Gewissies    | 3019 III             | Droeg de Ring enkele ogenblikken omdat hij dacht dat Frodo dood was.                                                                              |
| Frodo Balings    | 3019 III             | Kreeg de Ring terug van Sam en bracht hem naar Mordor. Eenmaal bij de Doemberg eiste hij de Ring voor zichzelf op en weigerde hem te vernietigen. |
| Gollem (Sméagol) | 3019 III             | Beet Frodo's vinger af en bemachtigde de Ring opnieuw maar viel vervolgens met de Ring in het vuur van de Doemberg.                               |